# PlayStation Mouse
PlayStation Mouse (США/Велика Британія: SCPH-1090, Японія: SCPH-1030) — пристрій введення для PlayStation, який дозволяє гравцеві використовувати мишу як спосіб керування в сумісних іграх. Миша була випущена в Японії 3 грудня 1994 року, у день запуску PlayStation. 
Сама миша є простою двокнопковою кульовою мишкою, яка підключається безпосередньо до порту контролера PlayStation без адаптерів або перетворення, і є повністю підтримуваним аксесуаром Sony. Він був упакований разом із килимком для миші з логотипом PlayStation.
Миша в основному використовується в пригодницьких іграх, стратегічних іграх, симуляторах і візуальних романах . Пізніше шутери від першої особи також використовують периферійні пристрої, щоб націлити погляд гравця так само, як і подібні ігри на ПК. Миша також використовується в аркадній грі в стрільбу з легкої зброї Area 51 як пристрій для прицілювання замість світлового пістолету. 
Спеціальне видання миші під брендом Konami було випущено разом із японською ексклюзивною назвою Tokimeki Memorial: Forever With You . 
Також ексклюзивно в Японії були випущені мишки для Disney's Winnie the Pooh Kindergarten та Disney's Winnie the Pooh Preschool.  